# Francesco Mantica (Kardinal, 1534)

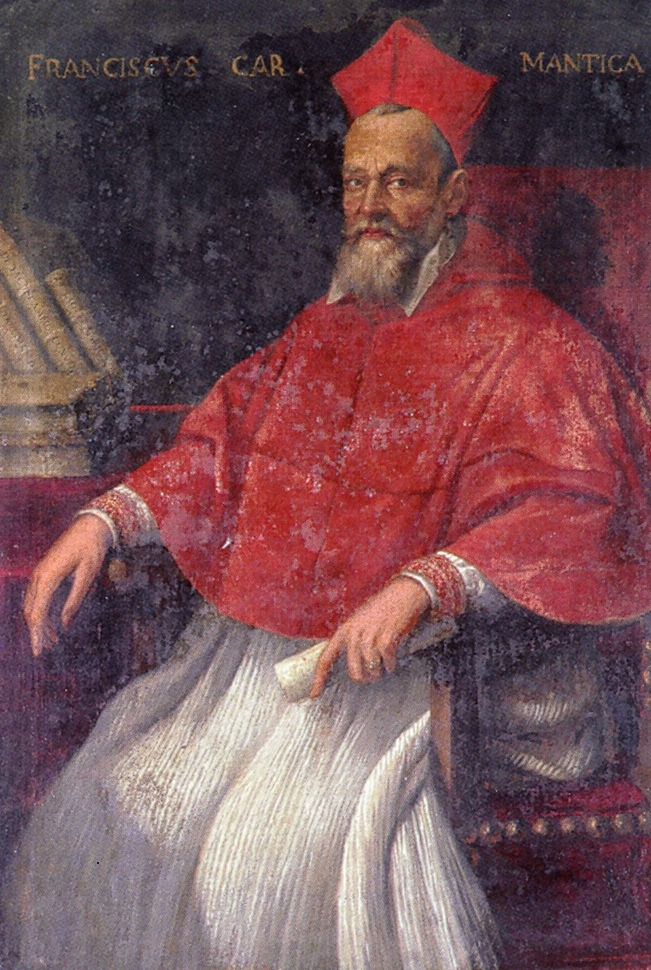
Anonym, Porträt des Kardinals Francesco Maria Mantica, Philologische Gesellschaft Friaul, Udine

Francesco Maria Mantica (* 20. März 1534 in Venzone; † 28. Januar 1614 in Rom) war ein italienischer Kardinal und Jurist.

## Leben

Titelseite seines Werkes Vaticanae lucubrationes de tacitis et ambiguis conventionibus, 1621

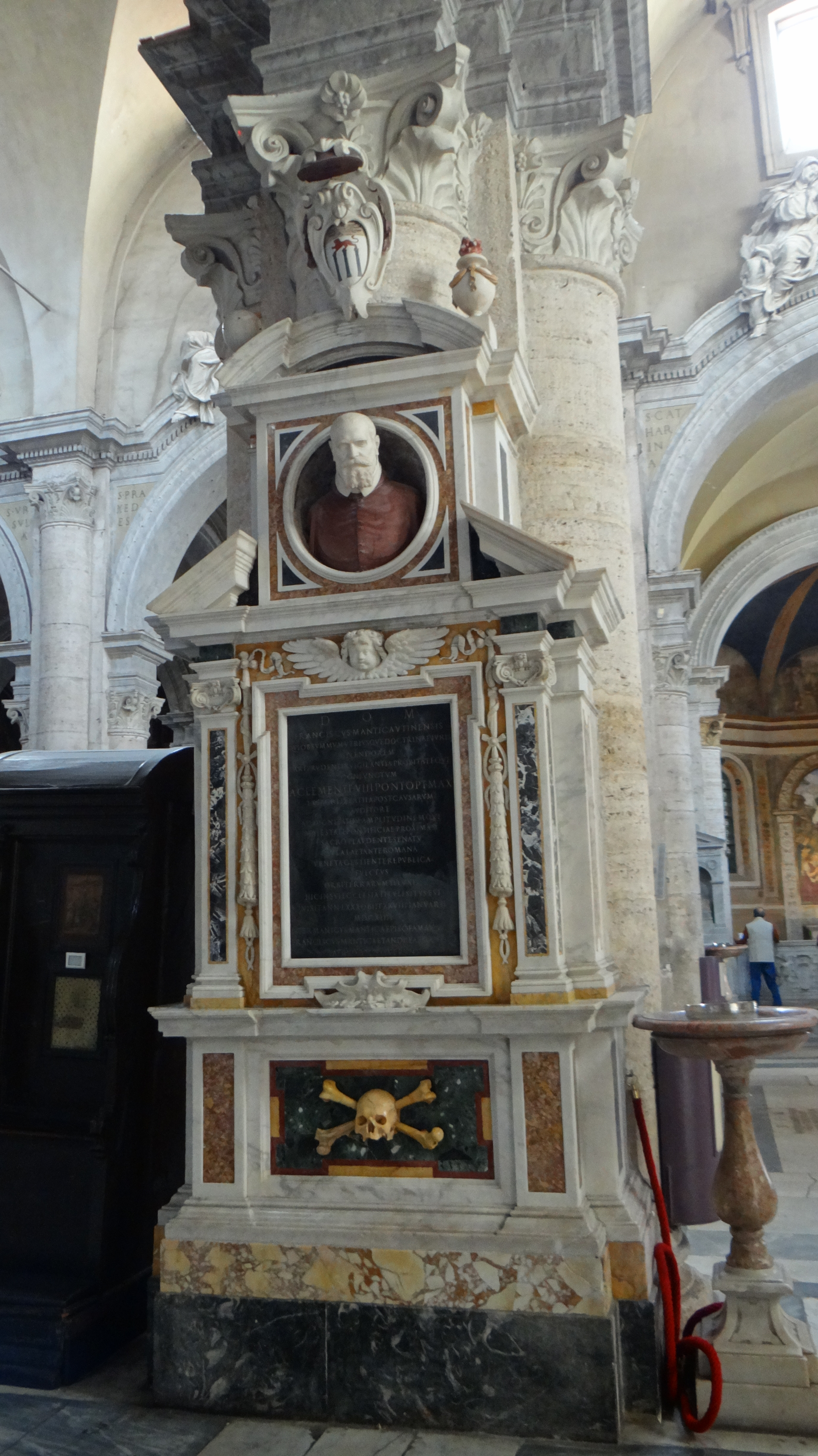
Kardinal Manticas Grabmal, Basilika Santa Maria del Popolo, Rom

Francesco wurde 1534 als Sohn des Adligen Andrea Mantica und der Fontana Fontebuoni geboren. Er hatte zwei Brüder und eine Schwester.
Francesco Mantica studierte Zivilrecht in Bologna und anschließend in Padua, wo er 1558 in utroque iure promovierte. Im Alter von nur 26 Jahren wurde er Dozent an der Universität Padua, und zu seinen Studenten gehörten die Neffen von Papst Clemens VIII. Ab 1561 wurde er in den Adelsstand von Udine erhoben. Ab 1580 war er zehn Jahre lang Auditor am Hof der Römischen Rota; er war ein renommierter Jurist, sein De conjecturis ultimarum voluntatum war einer der am meisten studierten und veröffentlichten Texte zwischen 1500 und 1600.
Am 18. Januar 1586 wurde er von Sixtus V. zum Rechnungsprüfer der Republik Venedig, als Nachfolger von Ippolito Aldobrandini der zum Kardinal ernannt wurde, gewählt.
Im Konsistorium vom 5. Juni 1596 wurde er zum Kardinaldiakon ernannt und erhielt am darauf folgenden 8. Juni den Kardinalshut, während ihm am 21. Juni die Titeldiakonie von Sant'Adriano al Foro übertragen wurde. Am 24. Januar 1597 entschied er sich für die Titelkirche San Tommaso in Parione und am 17. Juni 1602 für Santa Maria del Popolo, die er bis zu seinem Tod behielt. Er nahm sowohl am ersten Konklave von 1605, bei dem Papst Leo XI. gewählt wurde, als auch am zweiten Konklave desselben Jahres, bei dem Papst Paul V. gewählt wurde, teil. Vom 13. Januar 1614 bis zu seinem Tod war er Kämmerer des Heiligen Kardinalskollegiums.
Er starb am 28. Januar 1614 in Rom und wurde in der Basilika Santa Maria del Popolo beigesetzt.

## Werke
- Francesco Maria Mantica: Vaticanae lucubrationes de tacitis et ambiguis conventionibus. Hrsg.: Philippe Albert. Genf 1621 (Latein, beic.it).